# Hajime Kojima
Hajime Kojima (小島 創) é um produtor de vídeo game japonês que produziu games para a tri-Ace por muitos anos. Serviu durante a criação de vários títulos recentes, incluindo Star Ocean: The Last Hope. Ele também aparece nos créditos de Wii Sports e Wii Play.

## Produções

### ParaPlayStation 2
- Grandia Xtreme (2002: Aparece nos créditos)
- Star Ocean: Till the End of Time (2004: Assistente de Produção)
- Radiata Stories (2005: Co-Produtor)
- Fullmetal Alchemist 2: Curse of the Crimson Elixir (2005: Aparece nos créditos)
- Valkyrie Profile 2: Silmeria (2006: Co-Produtor)

### ParaPlayStation Portátil
- Valkyrie Profile: Lenneth (2006: Aparece nos créditos)

### ParaNintendo Wii
- Wii Sports (2006: Aparece nos créditos)
- Wii Play (2006: Aparece nos créditos)

### ParaXbox 360
- Infinite Undiscovery (2008: Produtor)
- Star Ocean: The Last Hope (2009: Co-Produtor)

### ParaPlayStation 3
- Star Ocean: The Last Hope International (2010: Co-Produtor)